# ۶۴۱ (پیش از میلاد)
۶۴۱ (پیش از میلاد) ۶۴۱مین سال قبل از تقویم میلادی است.